# Fontana delle Naiadi (Empoli)
La fontana delle Naiadi o dei Leoni è una fontana, realizzata dagli scultori Luigi Pampaloni, Luigi Giovannozzi ed Ottavio Giovannozzi, su disegno dell'architetto Giuseppe Martelli, che si trova in piazza Farinata degli Uberti a Empoli, in posizione lievemente decentrata rispetto alla facciata della Collegiata di Sant'Andrea.

## Storia

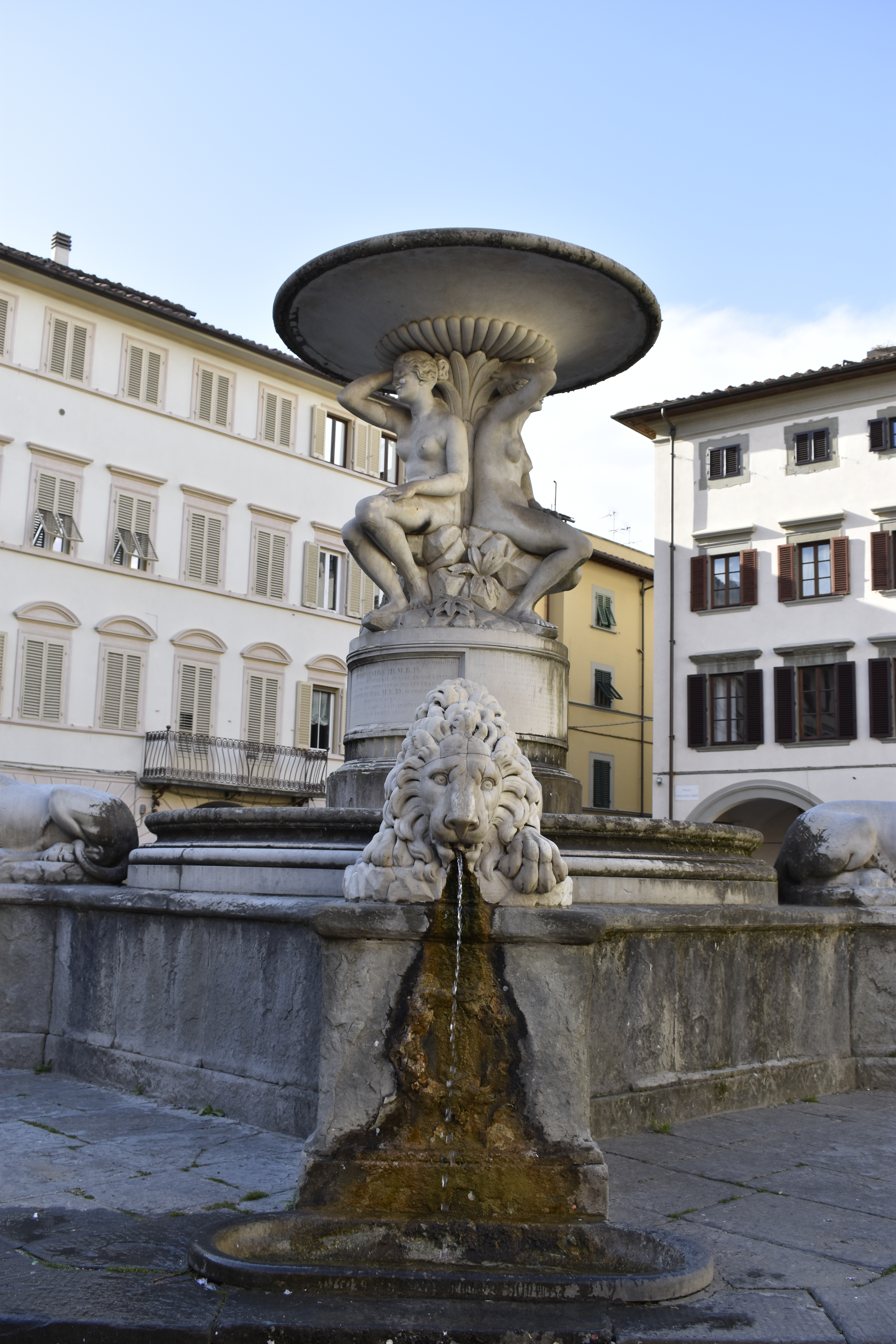
Veduta angolare

Nel 1815, subito dopo la caduta di Napoleone e il conseguente ritorno di Ferdinando III di Toscana sul trono del Granducato, la popolazione di Empoli manifestò il desiderio di avere una fontana che rifornisse di acqua corrente la città e, allo stesso tempo, ornasse adeguatamente la piazza della Collegiata di Sant'Andrea. Infatti, l'antica colonna col Marzocco (simbolo del dominio dell'antica Repubblica Fiorentina), che svettava un tempo al centro della piazza, era stata demolita proprio durante il regime napoleonico e l'area risultava priva di un fulcro visivo monumentale.
Nel 1822 il Magistrato comunitativo di Empoli, presieduto dal gonfaloniere Giuseppe Lami, avanzò la proposta ufficiale per la costruzione della fontana. L'ingegnere fiorentino Neri Zocchi fu incaricato di redigere un progetto, mentre i benemeriti cittadini empolesi Gaetano Romagnoli e Lorenzo Pierotti furono scelti come “deputati” per seguire l'individuazione delle fonti d'approvvigionamento delle acque.
La scelta cadde sulle sorgenti di Sammontana, in un terreno posseduto dal Capitolo della Basilica di San Lorenzo a Firenze, che ne cedette l'uso a titolo gratuito, col solo obbligo di donare alla chiesa fiorentina, ogni anno, nel giorno di San Lorenzo (10 agosto), una piccola quantità di cera da candele.
Per consentire il trasporto dell'acqua dalle sorgenti in città, la Comunità di Empoli nominò Mariano di Saverio Bini e Gaetano Romagnoli “deputati delle acque”, con l'incarico di sovrintendere alla costruzione dell'acquedotto, che avrebbe continuato a rifornire la fontana di Empoli sino al 1886, quando il contratto col Capitolo di San Lorenzo venne rescisso e i marchesi Giuseppe e Dino Frescobaldi, insieme al sacerdote Giuseppe Bonardi, cedettero l'acqua delle sorgenti dei loro territori nel comune di Montespertoli.
Nel frattempo, l'ingegnere Zocchi era morto e il progetto della fontana era rimasto in sospeso. Soltanto nel 1825 la Comunità di Empoli incaricò il giovane Giuseppe Martelli di preparare un nuovo disegno. La scelta di questo giovane ingegnere si deve a Luigi de Cambray Digny, all'epoca direttore delle fabbriche granducali, che lo stimava molto.

### Il progetto di Martelli

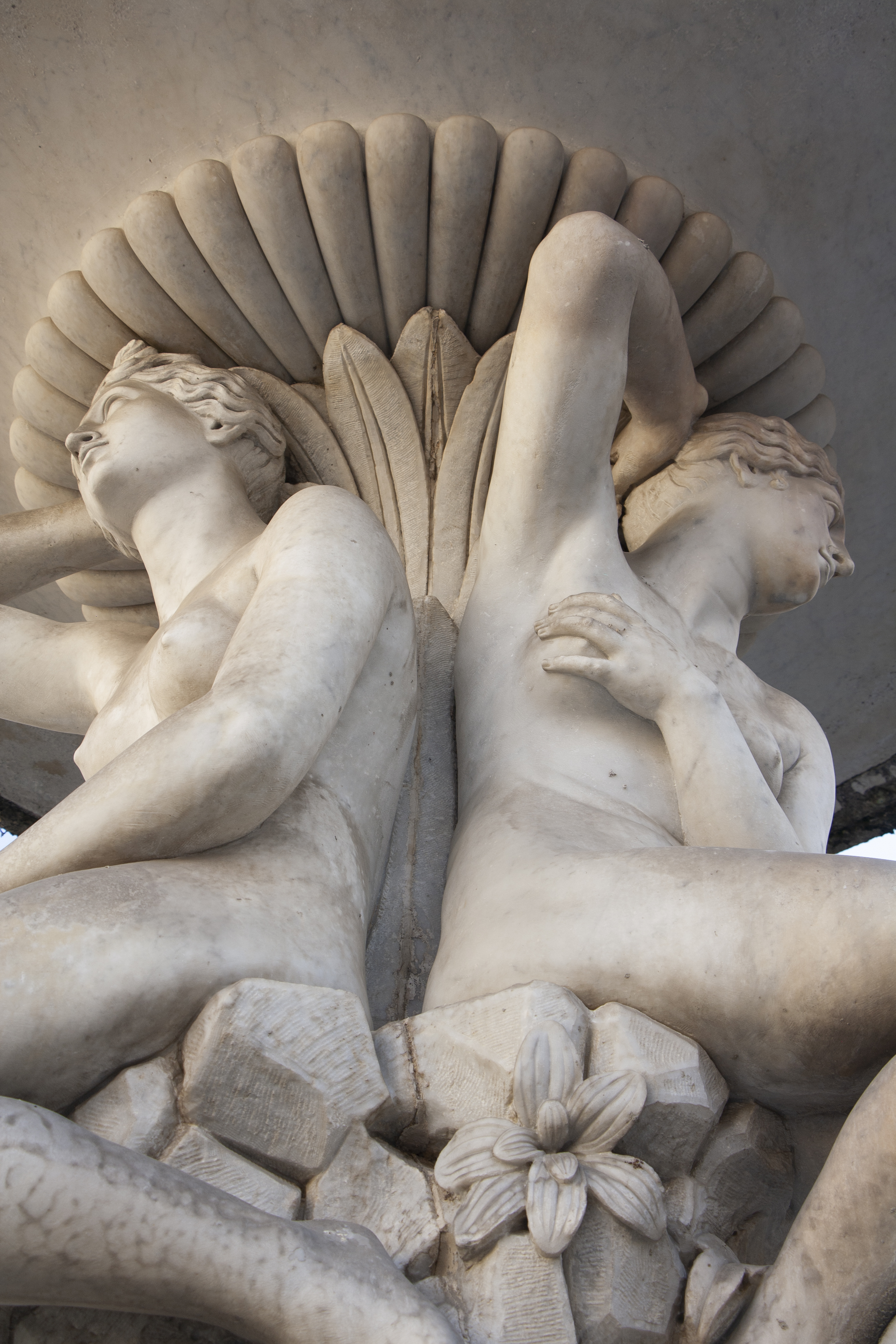
Particolare delle Naiadi

I primi progetti ideati da Martelli erano molto diversi dalla fontana poi realizzata. Uno di essi, conservato al Gabinetto Disegni e Stampe degli Uffizi, mostra che non era prevista la presenza delle Naiadi e, alla base, avrebbero dovuto esserci quattro coppie di leoni, che da un lato rimandavano all'antico simbolo del Marzocco e, dall'altro, si richiamavano al monumento di papa Clemente XIII nella Basilica di San Pietro in Vaticano, realizzato da Antonio Canova tra il 1783 e il 1792. Tali leoni dovevano essere collocati su alti basamenti disposti intorno alla vasca, la quale sarebbe stata composta da una colonna a sorreggere un'ampia coppa da cui doveva fuoriuscire l'acqua.
Nell'agosto del 1826 la Comunità empolese stipulò un contratto per la messa in esecuzione del progetto di Martelli con gli scultori Luigi Pampaloni e Luigi Giovannozzi. Il primo, nonostante la giovane età, era già ben inserito nelle committenze pubbliche del granducato lorenese e il suo nome fu probabilmente suggerito da Lorenzo Bartolini, maestro all'Accademia di belle arti di Firenze. Di Luigi Giovannozzi (1791-1871), proveniente da una famiglia di scalpellini e ornatisti di Settignano, non si conosce molto. I due artisti si divisero i compiti: Pampaloni lavorò al gruppo delle Naiadi, che concluse nel marzo 1827, mentre Luigi Giovannozzi – con l'ausilio di un parente, Ottavio Giovannozzi – eseguì i leoni, la cui lavorazione si protrasse sino al 1828. Questi, nella messa a punto definitiva, sono soltanto quattro, disposti su alti basamenti in corrispondenza degli angoli della vasca: dalle loro bocche escono quattro getti d'acqua che vengono raccolti in delle piccole vasche sottostanti. Per la scalinata è stata utilizzata la pietra fiesolana, mentre il marmo bianco venne fornito dal carrarese Carlo Rocchi.

## Descrizione
Al centro della vasca principale, sopra un basamento cilindrico e addossate al pilastro che sorregge la coppa, si trovano le tre Naiadi realizzate dallo scultore Luigi Pampaloni. Le Naiadi, mitologiche ninfe di acqua dolce, sono sedute su delle rocce adornate da varie piante; tutte compiono il gesto di stringersi i capelli con la mano, come per asciugarli dopo essere uscite dall'acqua. Esse sono integralmente nude (soltanto una tenta di coprirsi un poco il seno) e tale vista suscitò un forte scandalo al tempo, data la mentalità puritana di molti. Ne nacque un acceso dibattito fra coloro che volevano coprirle e chi, come l'ingegner Moggi, difendeva la scelta artistica di Pampaloni dicendo che “l'esempio loro vivo ed in carne, dà scandalo, ma non le statue di marmo, le di cui parti naturali non possono riscaldare la fantasia che ai viziosi, per i quali non vi è scandalo”. La richiesta non fu accolta e le Naiadi furono lasciate senza veli.
Nelle loro posture ritmiche e ricercate, le Naiadi riprendono lo stile del manierismo fiorentino della seconda metà del Cinquecento (ad esempio la fontana del Nettuno in piazza della Signoria, di Bartolomeo Ammannati, o la fontana di Orione a Messina, del fiorentino Giovanni Angelo Montorsoli), ma le anatomie richiamano piuttosto la compostezza neoclassica, tipica del Canova, e la naturalezza di Lorenzo Bartolini.
Anche in quest'opera, dunque, si ritrova la caratteristica che già Melchior Missirini, primo biografo del Pampaloni, ricordava come la principale del suo linguaggio, ovvero l'estrema duttilità mostrata nel saper alternare il registro grave e severo, più appropriato a uno stile monumentale, a quello leggiadro e gentile, confacente a soggetti di minor impegno; una caratteristica che gli valse l’appellativo di "Anacreonte della scultura".